# Jevon Carter
Leroy Jevon Carter (ur. 14 września 1995 w Oak Park) – amerykański koszykarz, występujący na pozycji rozgrywającego, obecnie zawodnik Chicago Bulls.
7 lipca 2019 trafił w wyniku wymiany do Phoenix Suns.
6 sierpnia 2021 został wytransferowany do Brooklyn Nets. 22 lutego 2022 został zwolniony. 24 lutego 2022 zawarł umowę z Milwaukee Bucks. 10 lipca 2023 dołączył do Chicago Bulls.

## Osiągnięcia
Stan na 18 października 2023, na podstawie, o ile nie zaznaczono inaczej.
NCAA
- Uczestnik rozgrywek:
  - Sweet 16 turnieju NCAA (2015, 2017, 2018)
  - turnieju NCAA (2015–2018)
- Obrońca roku:
  - NCAA (2017 według NABC, 2018 według NABC, kapituły Naismitha)[9]
  - Big 12 (2017, 2018)[10]
- Laureat:
  - Lefty Driesell Award (2017, 2018)[11]
  - Senior CLASS Award (2018)[12]
  - Academic All-American of the Year (2018)
  - Arthur Ashe, Jr. Sports-Scholar Award (2017)
- MVP turnieju Advocare Invitational (2018)
- Zaliczony do:
  - I składu:
    - Big 12 (2018)
    - defensywnego Big 12 (2015–2018)
    - turnieju:
      - Big 12 (2017, 2018)

    - Academic:
    - All-Big 12 (2016–2018)
    - All-Big 12 Rookie (2015)
      - Advocare Invitational (2018)
      - Las Vegas Invitational (2016)

  - II składu:
    - All-American (2018)
    - Big 12 (2017)
- Lider:
  - NCAA w liczbie przechwytów (112 – 2018)
  - Big 12 w:
    - liczbie przechwytów (67 – 2015, 92 – 2017, 112 – 2018)
    - średniej przechwytów (2,5 – 2017, 3 – 2018)

NBA
- Wicemistrz NBA (2021)[13]